# Mesosa sparsenotata
Mesosa sparsenotata är en skalbaggsart som beskrevs av Maurice Pic 1922. Mesosa sparsenotata ingår i släktet Mesosa och familjen långhorningar. Inga underarter finns listade i Catalogue of Life.